# NSG Bienener Altrhein, Millinger u. Hurler Meer u. NSG Empeler M.
NSG Bienener Altrhein, Millinger u. Hurler Meer u. NSG Empeler M. este o arie protejată (arie specială de conservare — SAC, sit de importanță comunitară — SCI) din Germania întinsă pe o suprafață de 648,65 ha, integral pe uscat.

## Localizare
Centrul sitului NSG Bienener Altrhein, Millinger u. Hurler Meer u. NSG Empeler M. este situat la coordonatele 51°48′51″N 6°20′57″E / 51.8142°N 6.3492°E.

## Înființare
Situl NSG Bienener Altrhein, Millinger u. Hurler Meer u. NSG Empeler M. a fost declarat sit de importanță comunitară în octombrie 2000 pentru a proteja 2 specii de animale. Situl a fost protejat și ca arie specială de conservare în iulie 2010.

## Biodiversitate
Situată în ecoregiunea atlantică, aria protejată conține 3 habitate naturale: Lacuri eutrofice naturale cu vegetație de tip Magnopotamion sau Hydrocharition, Fânețe de joasă altitudine (Alopecurus pratensis, Sanguisorba officinalis), Păduri aluvionare cu Alnus glutinosa și Fraxinus excelsior (Alno-Padion, Alnion incanae, Salicion albae).
La baza desemnării sitului se află mai multe specii protejate de  pești (2): Cobitis taenia Complex, boarță (Rhodeus amarus).